# 506e régiment de chars de combat
Le 506e régiment de chars de combat (ou 506e RCC) est une unité militaire de chars de combat, basée a Besançon, ayant combattu pendant la Première Guerre mondiale. Le régiment est divisé en 1939 en plusieurs bataillons qui combattent séparément pendant la Seconde Guerre mondiale.

## Création et différentes dénominations
- 1916 : création de l'artillerie d'assaut
- 1918 : 20 août, création du 506e régiment d’artillerie spéciale (506e RAS)
- 1920 :devient le 506e régiment de chars de combat (506e RCC)
- 1939 : le régiment est dissout

## Historique des garnisons, campagnes et batailles

### Première Guerre mondiale

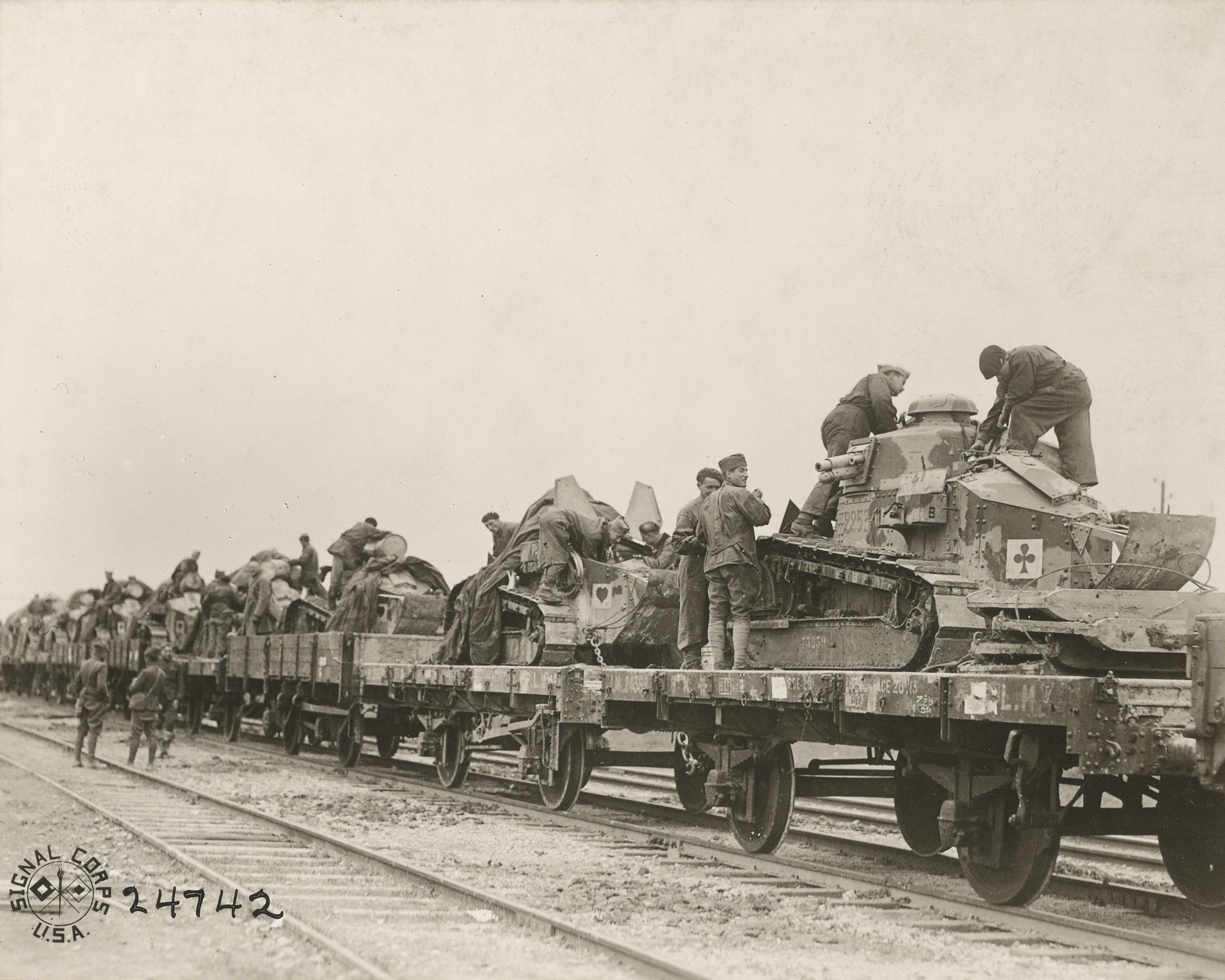
Chars Renault FT des compagnies AS 349 et AS 350 du 17e bataillon à Vadelaincourt le 26 septembre 1918.

#### 1918
En 1918, le 506e RAS est constitué des 
- 16e bataillon : AS 346, 347 et 348
- 17e bataillon : AS 349, 350 et 351
- 18e bataillon : AS 352, 353 et 354

### Entre-deux-guerres
Une compagnie est envoyée au Maroc en juillet 1925 pendant la guerre du Rif,

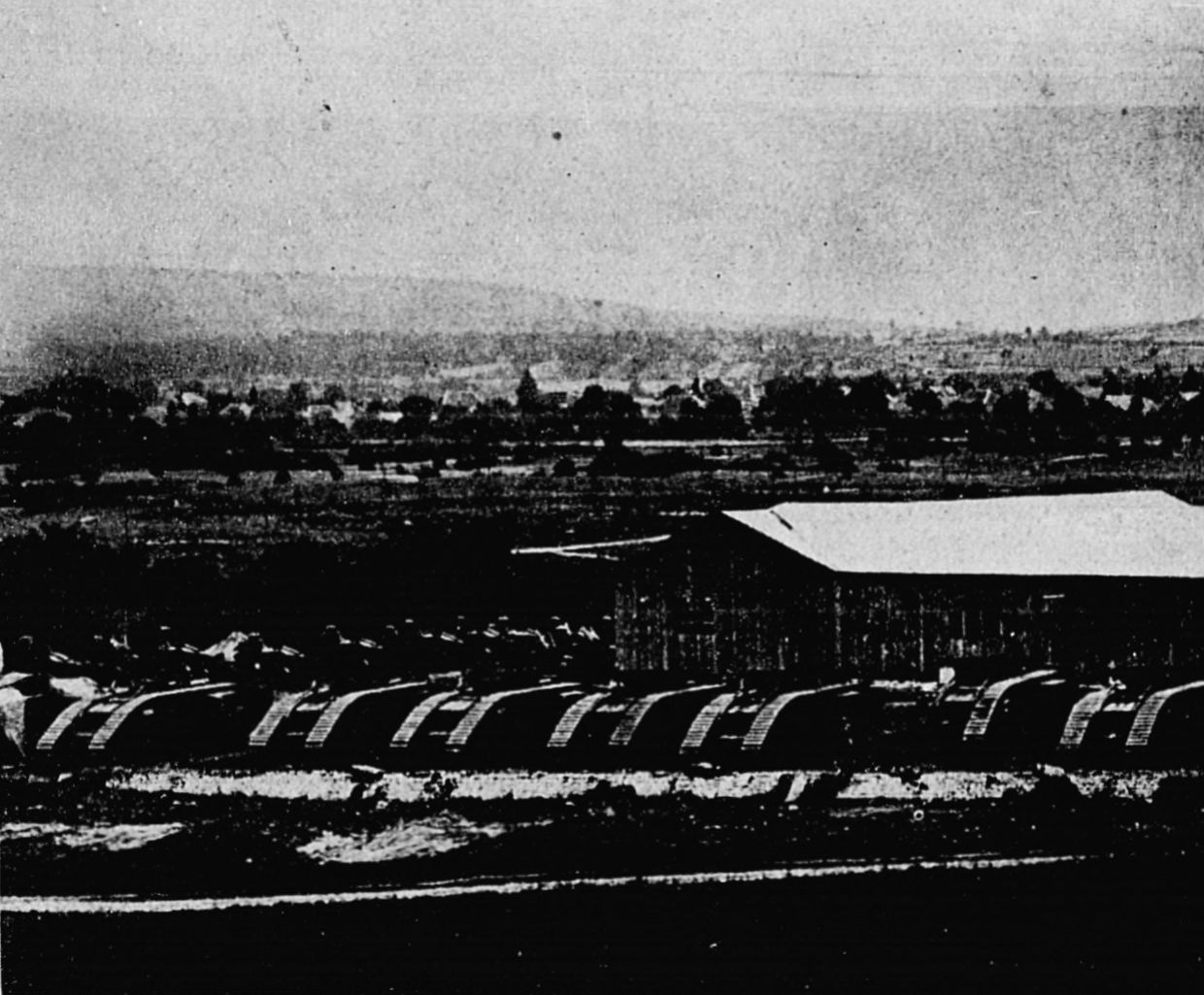
Chars lourds Mark V* du 506e RCC au camp du Valdahon en 1926.
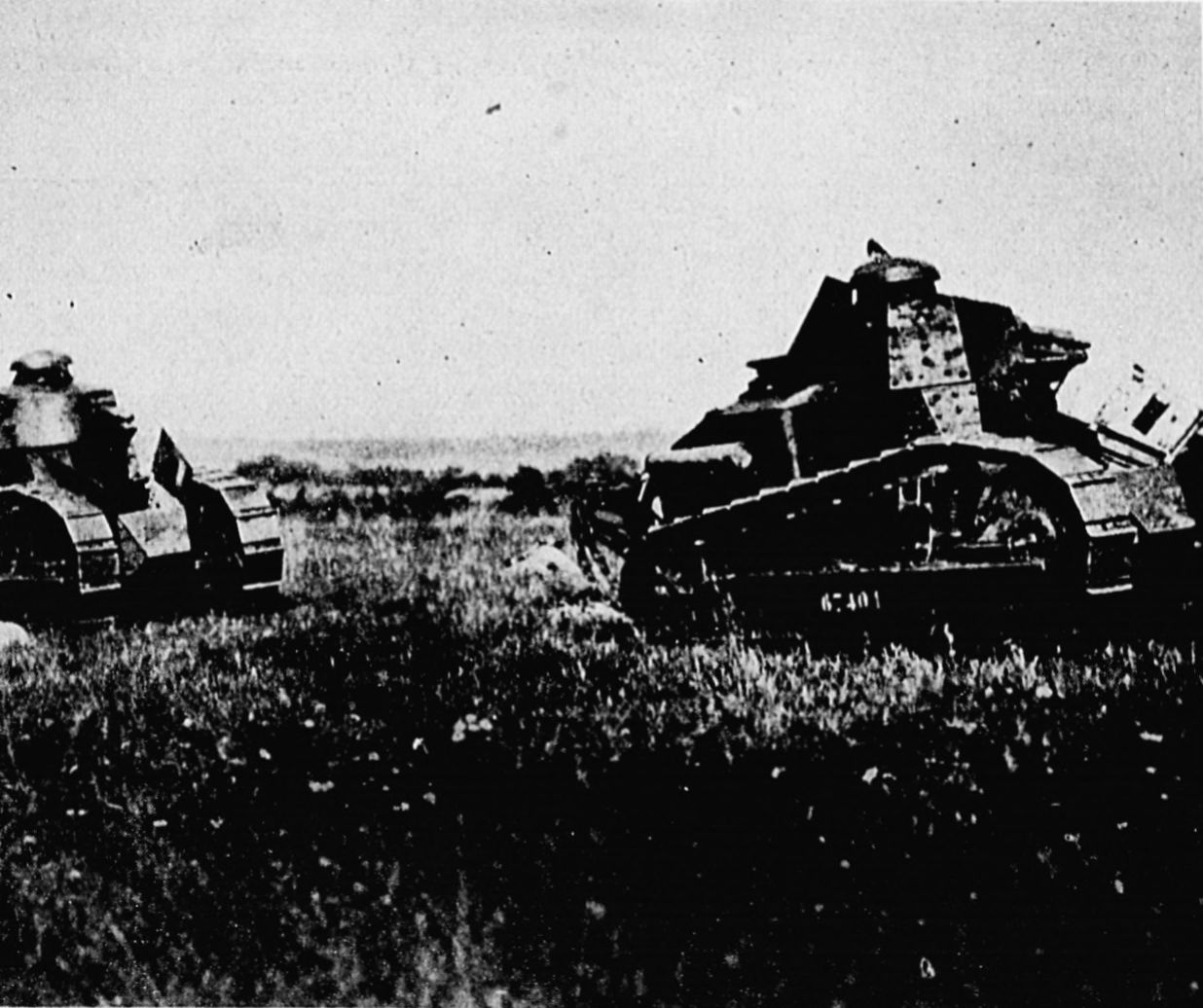
Chars FT en manœuvre au camp du Valdahon en 1926.
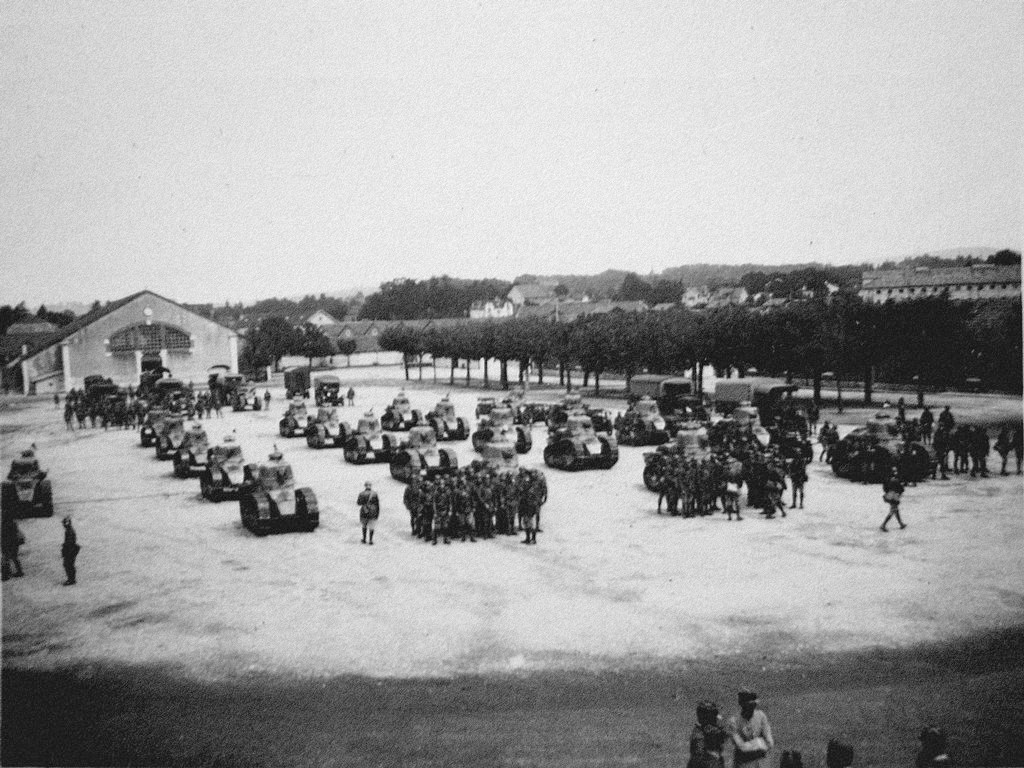
Revue militaire à Besançon en 1932; les chars sont des FT.
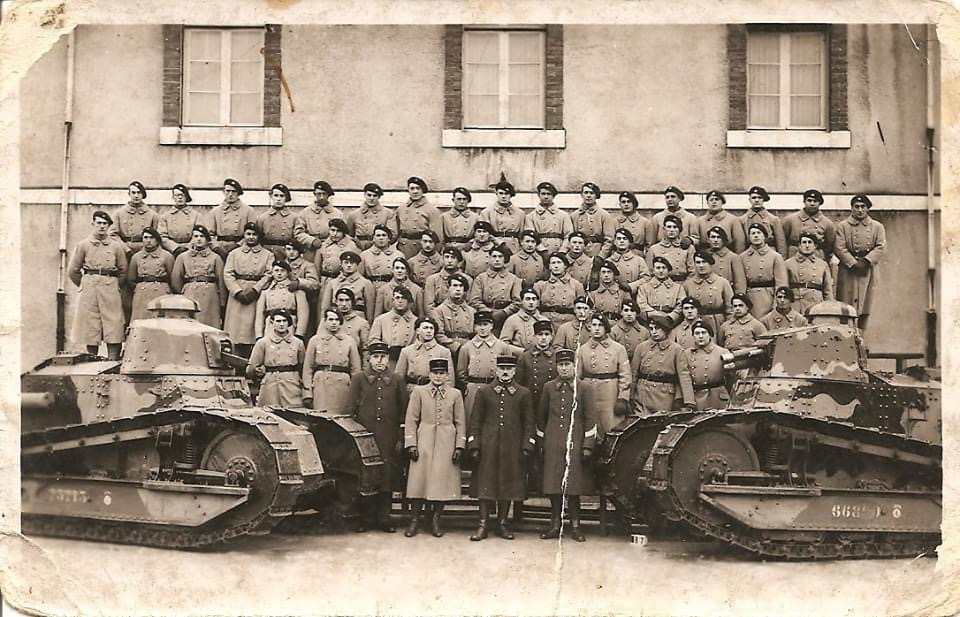
Photo de groupe du 506e RCC, toujours à Besançon, vers 1935

### Seconde Guerre mondiale

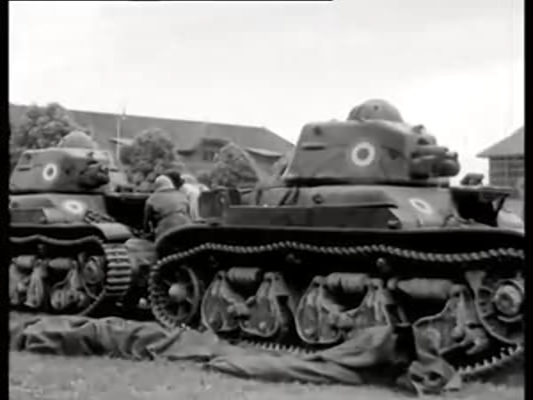
Chars R35 du 16e BCC en Suisse en juin 1940.

#### 1939
Lors de sa dissolution, le 506e RCC donne naissance à quatre bataillons de chars de combat qui seront affectés à la 8e armée au sein des GBC 506 et 516 comme suit :
- GBC 506 du lieutenant-Colonel Hudry
  - 16e bataillon de chars de combat (45 chars R35)
  - 17e bataillon de chars de combat (45 chars R35)
- GBC 516 du lieutenant-Colonel Dufrasne
  - 18e bataillon de chars de combat (63 chars FT)
  - 36e bataillon de chars de combat (63 chars FT)

## Traditions

### Devise
« Toujours vaincre »

### Insigne
Ovale de feuilles à un heaume sommant un écu à un aigle bicéphale, avec les armes de la ville de Besançon.

### Étendard
Il porte, cousues en lettres d'or dans ses plis, les inscriptions suivantes :
- Champagne 1918
- Montfaucon 1918

### Citation
«  »

### Décorations
Les 16e et 17e bataillons ont été cités à l'ordre de l'Armée.

### Refrain
« Sonnez tubas, les gars du cinq cens six sont par là. »

## Personnalités ayant servi au sein du régiment
- Paul Berreux, résistant FFI, effectue son service militaire au 506e RCC en 1923-1924 puis s'engage comme sous-officier[4].
- Daniel Divry, compagnon de la Libération, sous-lieutenant de réserve en 1935 au 506e RCC[5]
- Paul Garon, résistant FFI, au 506e RCC en 1939[6]
- Eugène Renaud, résistant FFI, effectue son service militaire au 506e RCC en 1935-1936[7]

## Sources et bibliographie
- Général Serge Andolenko, Recueil d'historique de l'arme blindée et de la cavalerie, Paris, Eurimprim, 1968.
- Historique du 506e régiment de chars de combat, Besançon, Imprimerie Bisontine, 32 p., lire en ligne sur Gallica.